# Canisius Bizimana
Canisius Bizimana (né le 15 janvier 1984 à Butare au Rwanda) est un joueur de football international rwandais, qui évoluait au poste de défenseur.

## Biographie

### Carrière en club
Canisius Bizimana réalise l'intégralité de sa carrière au Mukura Victory, où il joue de 2001 à 2012.

### Carrière en sélection
Canisius Bizimana joue deux matchs en équipe du Rwanda entre 2003 et 2004.
Il participe avec l'équipe du Rwanda à la Coupe d'Afrique des nations 2004 organisée en Tunisie. Lors de cette compétition, il joue deux matchs : contre la Tunisie, et la RD Congo.

## Palmarès
Mukura Victory
- Coupe du Rwanda :
  - Finaliste : 2005 et 2009.